# 치토세 군은 라무네 병 속에
《치토세 군은 라무네 병 속에》(일본어: 千歳くんはラムネ瓶のなか)은 히로무에 의한 일본의 라이트 노벨. 일러스트는 raemz. 가가가 문고(쇼가쿠칸)에서 2019년 6월부터 간행되고 있다. 약칭은 「치라무네」(일본어: チラムネ). 「제13회 쇼가쿠칸 라이트 노벨 대상」의 우수상 수상작이며, 개제 전의 타이틀은 《라무네의 병에 가라앉은 비옥의 달》.
「라노베 좋아하는 서점원 대상 2020」문고 부문에서 2위를 획득. 《이 라이트 노벨이 대단해!》 문고 부문에서는 2021년판부터 2년 연속 1위, 2023년판에서 2위를 획득하여 전당에 들어갔다. 2021년 2월 시점에서 시리즈 누계 부수는 28만부를 돌파하고 있다.
미디어 믹스로서 코믹화 작품이 밥캬의 작화로 2020년 4월 11일부터 《만화 UP!》에서 연재되고 있으며, 같은 해 4월 17일에 드라마 CD가 릴리스되거나, 같은 해 4월 20일부터 순서대로 오디오북화되어 데이터 판매되고 있다. 또, TV 애니메이션이 2025년 10월부터 방송 예정.

## 줄거리

### 1권
후쿠이현의 진학교 「후지시고등학교」에 다니는 고등학교 2학년의 치토세 사쿠는, 스쿨 카스트 톱에 군림하는 리어 충. 천연 공주 기운과 마찬가지로 리어충인 소녀, 히이라기 유우코를 비롯한 통칭 「팀 치토세」라고 불리는 멤버와 매일 청춘을 구가하고 있었다.
어느 날, 담임인 이와나미 쿠라노스케로부터, 히키코모리가 되어 있는 클래스메이트, 야마자키 켄타의 갱생을 부탁받은 치토세.팀 치토세의 멤버들과 협력하면서 마음을 통하게 하고, 야마자키 켄타를 비리어로부터 탈각시켜 가는 손잡이를 해 나가게 된다.

### 2-4권
치토세는, 클래스메이트에서 유코와 인기를 이분하는 리어 미소녀, 나나세 유즈키로부터 갑자기 「남친이 되어 주지 않겠습니까」라고 들려진다. 그러나 고백의 이유를 들어보면 그녀가 스토커에 노리고 있을지도 모른다는 것에 다다른다. 치토세는 유즈키가 안고 있는 문제를 해결하기 위해 의사 연애 상태가 되어 스토커와 괴롭힘을 해결해 나간다.
그 후도, 책을 좋아하는 신기한 선배, 니시노 아스카, 바스케부 소속의 쾌활한 스포츠 리어 충소녀, 아오미 하루와 같은 소녀들이 안고 있는 고민이나 과제를 해결하고, 또 치토세 자신도 1년의 여름에 퇴부하고 있던 야구부와의 사이에 안고 있던 자신의 기분과 마주해 가게 된다.

### 5-6권
여름방학. 여름의 피닉스 불꽃놀이나 후지시 고등학교 항례, 여름의 공부 합숙이라고 하는 이벤트로 청춘을 구가해 가는 치토세와 5명의 소녀들. 그러나 합숙 마지막 날에 히이라기 유우코가 취한 행동에서 팀 치토세의 관계에 변화가 일어난다.
팀 치토세 멤버 각각이 행동해 나가는 가운데, 노력형의 후천적 리어 충소녀, 우치다 유아은, 혼자 관계 개선을 위해 분주한다.
6.5권
다른 권에는 없는, 히로인들의 일상을 그려, 치토세의 심정이 그려지지 않는, 잠시 이야기.
7권
여름을 마치고 관계성이 변화하면서도 팀 치토세는 새로운 출발을 끊었다. 다음에 맞이하는 문화제를 향해 움직이는 가운데, 한 명의 후배, 노조미 쿠레하이 관련되기 시작해, 이야기는 후반으로 향한다.

## 등장인물
담당 성우는, 드라마 CD·오디오 북판/TV 애니메이션의 순서로 표기. 특별히 기재가 없으면, 드라마 CD·오디오 북판에서의 배역.
치토세 사쿠 (일본어: 千歳朔)
성우 - 바바 준페이 / 사카타 쇼고
본작의 주인공. 그늘에서는 「야리틴 대변」이라고 두드리면서도 스쿨 카스트의 정점에 군림하는 리어 충. 전 야구부.
미남으로 머리가 좋고, 운동 신경도 발군으로, 야구를 하고 있었을 무렵은 재능, 노력이 뛰어났다. 평소, 다른 인물과 접하고 있을 때는 몹시 하고 있는 것이 많고, 친구 등의 한정된 인물이라도 마음 속을 말하지 않는 일도 있다. 그러나 자신이 상처를 입을 리스크도 괴롭지 않고 상대를 마주하는 서투른 성격이나 사물에 필사적으로 임하는 열심히 뜨거운 생각도 겸비하고 있어 그것을 알고 있는 히로인들로부터는 호의와 신뢰를 깊게 전해지고 있다. 다만, 히로인들로부터의 어프로치에 대해서는 생각을 알면서도, 흔들리는 등의 행동을 보이거나, 마주보는 것을 주저하는 모습이 있다.
작자는 루팡 3세나 사에바 료과 같은 평상시는 얽힌 세번째인데 결정할 때는 멋있는 주인공이나 자신의 미학을 가진 하드 보일드한 남자를 좋아한다고 말하고 있어, 그 취향이 복합한 것이 치토세 슈의 원형이다.
《이 라이트 노벨이 대단해!》 남성 캐릭터 부문에서는 2021년판에서 4위, 2022년판·2023년판에서 함께 2위, 2024년판에서 8위를 획득하고 있다.
야마자키 켄타 (일본어: 山崎健太)
성우 - 미야타 코우키
어떤 사정에서 불등교가 되어 있던 비 리어 충. 사쿠에 리어충전되기 위한 손잡이를 받게 된다. 등교를 재개하게 되고 나서는 팀 치토세와 행동을 함께하게 되어, 팀내의 남자 멤버인 해인이나 와키와도 친교를 깊게 해 간다. 이야기의 전반에서는 원래의 겸손한 성격이 영향을 주어 팀의 분위기에 익숙하지 않은 모습도 있었지만, 중반 이후 자신의 진심을 솔직하게 말하는 장면도 있어 정신면에서 성장한 모습을 보여준다.
히이라기 유우코 (일본어: 柊夕湖)
성우 - 아스미 카나 / 이와미 마나카
공주 기운의 리어 충계 미소녀. 주위로부터는 설의 정처라고 생각되고 있다. 테니스 부 소속. 그에게 호의를 숨기지 않고 접근하고 있습니다. 「카시코마리」, 「무카찡」 등 독특한 말을 쓰는 일면도 있다. 스타일은 좋고, 관련된 상대에게 뒤표 없이 정직하게 상냥하게 접한다. 그 모습에 좋아하는 남자는 많아, 학년에서 톱 클래스의 귀여움을 자랑하며, 인기는 단트츠. 여자도 평등하게 접해, 남녀 쌍방으로부터 지지된다. 그 성격은 어렸을 때부터 갖춰져 자신을 미화하는 주위의 모습에 본심은 비관하고 있는 모습이 있어, 자신에게 진심으로 대등하게 접해 주는 상대를 바라고 있었다.
우치다 유아 (일본어: 内田優空)
성우 - 우에다 레이나 / 요우미야 히나
노력형의 후천적 리어 충소녀. 리어 충 그룹에서는 츠코미 역. 취주악부 소속. 1학년 때는 눈에 띄지 않는 편이었지만, 몸짓에 신경쓰는 등 리어충그룹과 행동을 함께 하고 있다. 현재는 콘택트이지만, 전에는 안경을 걸고 있었다. 외형은 유코나 유즈키에 비해 눈에 띄지 않는 것이 있지만, 외모의 장점으로는 뒤지지 않는다. 가사 전반을 해낼 수 있어, 특히 요리의 솜씨는 상당한 것이고, 기용에 일을 해내는 유월으로부터도 질투의 염을 안겨질 정도. 평소에는 그다지 전에 나오지 않고, 쥰의 옆에 있는 것이 많지만, 매우 상냥한 성격이며, 유코도 그리워하고 있다.
아오미 하루 (일본어: 青海陽)
성우 - 아카사키 치나츠 / 오오쿠보 루미
쾌활 한 스포츠 후면 충만 소녀. 여자 바구니 부 소속에서 부장을 맡고 있다. 몸집이 작은 체격을 하고 있지만 운동신경은 발군으로, 상당한 대식한이기도 하다 유월과의 콤비는 「나나우미」라고 불리고 있어, 다른 고등학교에도 이름이 알려져 있다. 우공과 마찬가지로 외형에 대한 언급은 별로 없지만, 사쿠라가 두근거릴 정도의 귀여움과 성적 매력을 가지고 있으며, 특히 머리카락을 내린 상태는 평소와의 격차가 있다.
《이 라이트 노벨이 대단해!》 여성 캐릭터 부문에서는 2022년판에서 8위를 획득.
나나세 유즈키 (일본어: 七瀬悠月)
성우 - 아마미 유리나 / 하세가와 이쿠미
유코와 인기를 이분하는 여배우 타입의 만능형 리어 충계 미소녀. 여자 바구니 부 소속. 같은 농구부의 청해양이란 「나나」 「우미」라고 부르는 콤비. 외모의 귀여움과 아름다움은 바보 빠져 있어 스타일도 좋고, 학년 인기에서는 유코와 반드시 이름이 오른다. 성격은 부드럽고 시원하며 자신이 상대방에서 어떻게 볼 수 있는지 이해합니다. 사쿠는 클래스가 함께 되는 1년전까지는 관계는 적고, 자신과 같은 타입의 상대라고 생각하고 있던 모양. 클래스가 함께 되어, 자신이 안고 있는 과거의 한 건이나 스토커 문제에 사카이가 몸을 나타내고, 관계해 준 일로 호의를 진심으로 안게 된다.
《이 라이트 노벨이 대단해!》 여성 캐릭터 부문에서는 2022년판에서 9위, 2023년판에서 7위를 획득.
니시노 아스카 (일본어: 西野明日風)
성우 - 오쿠노 카야 / 안자이 치카
책을 좋아하는 신비한 선배. 치토세가 통학로로 하고 있는 하천 부지에서 책을 읽고 있는 경우가 많다. 치토세에게는 동경의 선배이기도 하고, 다른 클래스메이트에게는 보이지 않는 일면을 보이고 있지만, 본인은 보통의 사람이라고 평하고 있다. 그 아름다움과 중성을 겸비한 외모는 다른 히로인들을 압도할 정도. 항상 자연체이며, 사쿠의 대화에서는 시적인 표현도 철자된다. 그와의 여행이나 어릴 적의 「진짜」의 의미로의 재회에 의해, 호의를 전해 간다.
아사노 카이토 (일본어: 西野明日風)
성우 - 키무라 하야토
체육회계 리어충. 어리석고, 신경이 쓰이는 여자 모두에게 어필하고 있지만 하나도 실로 없는 것 같다. 남자 바구니 부 소속. 남자친구의 치토세나 미즈시노와는 사이가 좋고, 3명이 함께 있는 경우도 있다. 뿌리는 뜨겁고, 상대의 일을 생각할 수 있는 상냥함을 가진다.
미즈시노 카즈키 (일본어: 水篠和希)
성우 - 니시야마 코타로
축구부 소속의 꽃미남 충. 묘사 장면은 다른 캐릭터에 비해 적고, 평소부터 멋진 장면이 있어 심정을 드러내는 것도 별로 없다. 하지만 다른 인물을 잘 보고 있으며, 정체된 히로인들과의 관계에 한 걸음 밟을 수 없는 치토세에 대해 냉정하게 한마디를 말하는 장면이 있다.
이와나미 쿠라노스케 (일본어: 岩波蔵之介)
성우 - 사카마키 미츠히로
사쿠들의 클래스 담임이지만, 번거로움마다는 회에 둥글게 던질 정도의 적당·방임주의이다. 진심으로 학생과 관련된 일면도 있어, 학생들로부터의 호감은 있는 모양.
우에무라 아쥬무 (일본어: 上村亜十夢)
성우 - 키무라 하야토
동급생. 외형은 화려하고, 켄타를 놀리는 등의 장면도 있었지만, 사쿠라와의 관계에 의해 과거에 야구를 하고 있었던 것이 판명. 사쿠과 함께 진심으로 연습을 해주거나 귀찮아도 있는, 츤데레 타입.
아야세 나즈나 (일본어: 綾瀬なずな)
성우 - 아카사키 치나츠
동급생. 아쥬무과 함께 있는 일이 있다. 걸적인 복장으로, 사쿠레고, 보통으로 귀여운 타입의 아이. 차라한 남자를 좋아하는 것 같지만, 성격은 의외로 제대로. 과거에 농구를 하고 있고, 나나세와 관계가 있었던 모양.
토도 마이 (일본어: 東堂舞)
성우 - 요시오카 마유
사쿠라가 다니는 고등학교와는 다른 고등학교에 소속된 농구부의 인물. 양이나 유즈키가 도전해도 이길 수 없을 정도의 힘을 자랑한다.
노조미 쿠레하 (일본어: 望紅葉)
후배. 육상부에 소속되어 있어 스포츠나 요리 등, 무엇이든 해낼 수 있는 미소녀. 겸손함을 갖고 당초부터 팀 치토세의 멤버와 잘 관련되어 있었지만, 후반에 숨기고 있던 본성을 나타내며, 모두가 사쿠에 관여하기 위한 행동이었던 것이 판명된다.

## 작풍·특징
저자는 자신이 그려보고 싶은 청춘 러브 코미디와 어긋남이 생겨 버리거나 연애 관계로 발전하기 위해 시간을 사용해야 하는 점을 우려해, 라이트 노벨에 있어서의 「보치계」나 「오타쿠계」의 주인공으로 하는 것을 피하고 있다. 또, 저자는 「미소녀 게임의 프롤로그나 공통 루트를 날려 갑자기 히로인의 개별 루트를 보고 싶다」라는 생각으로부터 주인공을 「리어 충」으로 하면 불필요한 설정이 불필요해 연애 상태로 바로 이행할 수 있다고 생각해, 리어 충주인공이 탄생하고 있다. 라이트 노벨에서 본작처럼 '주인공이 리어충'이라는 설정 작품은 희귀하다.
저자에 의하면 본작은 일반적인 라이트 노벨 작품과 비교하면 땅의 글이 많고, 정경 묘사나 은유도 다용하고 있어 이들에 대해서는 고집하고 있는 점이기도 하다고 한다.
본작에 있어서의 「라무네병 안의 비옥」의 메타퍼에 대해서 저자는 「얻어낼 것 같은 장소에 있는 예쁜 것으로, 모두가 원하지만, 손에 넣어 보면 치포한 것에 느낄지도 모르는 존재. 이런 존재로서 「라무네병 안의 비옥」을 표현하고 있다」라고 말하고 있다.

## 제작 배경
저자는 소설가가 되고 싶다는 생각을 가지면서도 일의 바쁘기 때문에 쓸 수 없고, 현상을 타파하기 위해 일을 그만두고 소설을 1개 써내, 어떤 신인상에 응모했지만 낙선했다. 그 후, 다른 라이트 노벨에 자신이 읽고 싶은 사랑 쌀 작품이 없었던 것이 발단이 되어, 본작의 집필을 결의했다.
저자는 이야기의 발상에 대해, 「가운데 왕도의 러브 코미디」 「정말로 《청춘하고 있다》라고 하는 그냥 그만큼의 이야기」를 쓰고 싶었다는 생각으로부터 태어났다고 말하고 있다. 그 때문에 「쇼가쿠칸 라이트 노벨 대상」 우수상을 수상했을 때의 「설정이 참신」이라는 평가는 핀으로 오지 않았다고 한다.

## 반향·평가
제13회 쇼가쿠칸 라이트 노벨 대상에서 우수상을 수상. 게스트 심사원을 맡은 아사이 라보는 본작을 다음과 같이 평가하고 있다.
문제작입니다. 출판에 흔한 참구로는 아니고, 진정한 문제작으로, 편집부에서도 평가가 나뉘어, 나도 평가를 정하기 어려운 작품이었습니다. 폭투는, 큰 오해를 초래한다고 느꼈습니다. 한편으로 신인씨가 소현함으로 「지금, 이런 작풍이 받을까요?」라고 상업 출판을 너무 의식하면, 작게 정리됩니다. 그리고 첫 번째 프레임에서 평생 나오지 않는 경우가 많습니다. 하지만 필요하게 해도, 우선 받아들이는 회의 깊이가 신인상에만 있어도 좋을 것입니다.
저자에 의하면 《이 라이트 노벨이 대단해!》에서 1위를 획득하고 나서 본작의 무대가 된 후쿠이현 거주의 핵심 팬이 늘어나고 있으며, 구체적으로는 후쿠이 잡학을 짜넣은 매니악한 성지 순례 맵을 작성하는 팬이나, 수제 성지 순례 노트를 작성해, 현지의 점포에 교섭해 설치한 팬도 있었다고 한다. 게다가 미디어에서는 후쿠이 신문사나 후쿠이 TV, 라디오 일본에서 취재를 받게 된 것을 밝히고 있다.

## 기간 일람

### 소설
- 히로무(저)·raemz(일러스트), 쇼가쿠칸〈가가가 문고〉, 기간 11권(2025년 8월 20일 현재)
  - 《치토세 군은 라무네 병 속에》2019년 6월 23일 초판 제1쇄 발행(6월 18일 발매[27]), ISBN 978-4-09-451796-5
  - 《치토세 군은 라무네 병 속에 2》 2019년 10월 23일 초판 제1쇄 발행 (10월 18일 발매[28]), ISBN 978-4-09-451816-0
  - 《치토세 군은 라무네 병 속에 3》 2020년 4월 22일 초판 제1쇄 발행 (4월 17일 발매[29]), ISBN 978-4-09-451841-2
  - 《치토세 군은 라무네 병 속에 4》 2020년 9월 23일 초판 제1쇄 발행 (9월 18일 발매[30]), ISBN 978-4-09-451866-5
  - 《치토세 군은 라무네 병 속에 5》 2021년 4월 25일 초판 제1쇄 발행 (4월 20일 발매[31][32]), ISBN 978-4-09-451866-5 / ISBN 978-4-09-453005-6(SS책자 첨부 특장판)
  - 《치토세 군은 라무네 병 속에 6》 2021년 8월 24일 초판 제1쇄 발행 (8월 19일 발매[33]), ISBN 978-4-09-453022-3
  - 《치토세 군은 라무네 병 속에 6.5》 2022년 3월 23일 초판 제1쇄 발행 (3월 18일 발매[34]), ISBN 978-4-09-453060-5
  - 《치토세 군은 라무네 병 속에 7》 2022년 8월 23일 초판 제1쇄 발행 (8월 18일 발매[35]), ISBN 978-4-09-453085-8
  - 《치토세 군은 라무네 병 속에 8》 2023년 6월 20일 발매[36][37], ISBN 978-4-09-453126-8 / ISBN 978-4-09-453132-9(러프 일러스트 집 첨부 특장판)
  - 《치토세 군은 라무네 병 속에 9》 2024년 8월 20일 발매[38], ISBN 978-4-09-453203-6
  - 《치토세 군은 라무네 병 속에 Days of Endless Summer》 2025년 8월 20일 발매[39], ISBN 978-4-09-453257-9

### 만화
- 히로무(원작) · raemz(캐릭터 원안) 《치토세 군은 라무네 병 속에》 스퀘어 에닉스 <건간 만화 UP!>, 총 8권
  1. 2020년 9월 18일 발매[40], ISBN 978-4-7575-6849-5
  2. 2021년 2월 5일 발매[41], ISBN 978-4-7575-7078-8
  3. 2021년 8월 19일 발매[42], ISBN 978-4-7575-7427-4
  4. 2022년 3월 18일 발매[43], ISBN 978-4-7575-7788-6
  5. 2022년 11월 7일 발매[44], ISBN 978-4-7575-8233-0
  6. 2023년 7월 6일 발매[45], ISBN 978-4-7575-8642-0
  7. 2024년 8월 19일 발매[46], ISBN 978-4-7575-9334-3
  8. 2025년 3월 7일 발매[47], ISBN 978-4-7575-9714-3

## TV 애니메이션
2024년 8월에 TV 애니메이션화가 발표되었다. 2025년 10월부터 방송 예정.

### 스태프
- 원작 - 히로무[16]
- 캐릭터 원안 - reamz[16]
- 감독 - 토쿠노 유지[16]
- 시리즈 구성 - 아라카와 나루히사(일본어:荒川稔久)[16]
- 각본 - 히로무, 아라카와 나루히사[16]
- 캐릭터 디자인 - 키노시타 스미에[16]
- 애니메이션 제작 - feel.[16]
- 제작 - 치라무네 제작위원회[16]

## 참고문헌
- 《이 라이트 노벨이 대단해!》 편집부 (2020년 12월 8일). 《이 라이트 노벨이 대단해! 2021》. 다카라지마사(일본어:宝島社). ISBN 978-4-299-01056-8.
- 이이다 잇시 (2021년 3월 24일). 《라이트 노벨 크로니클 2010-2021》. Pヴァイン. ISBN 978-4-909483-87-4.
- 《이 라이트 노벨이 대단해!》 편집부 (2021년 12월 9일). 《이 라이트 노벨이 대단해! 2022》. 다카라지마사. ISBN 978-4-299-02264-6.
- 《이 라이트 노벨이 대단해!》 편집부 (2022년 12월 10일). 《이 라이트 노벨이 대단해! 2023》. 다카라지마사. ISBN 978-4-299-03647-6.
- 《이 라이트 노벨이 대단해!》 편집부 (2023년 12월 9일). 《이 라이트 노벨이 대단해! 2024》. 다카라지마사. ISBN 978-4-299-04899-8.